# Alstroemeria poetica
Alstroemeria poetica este o specie de plante monocotiledonate din genul Alstroemeria, familia Alstroemeriaceae, descrisă de Pierfelice Ravenna. Conform Catalogue of Life specia Alstroemeria poetica nu are subspecii cunoscute.